# フィリップ・ド・ヴァロワ (オルレアン公)

オルレアン公フィリップの紋章

フィリップ・ド・ヴァロワ（Philippe de Valois, 1336年7月1日 - 1376年9月1日）は、ヴァロワ朝初代のフランス王フィリップ6世と王妃ジャンヌ・ド・ブルゴーニュの息子で、ジャン2世の弟。1344年にオルレアン公およびヴァロワ伯に叙された。この時創設されたオルレアン公位はフランスで最初のものである。

## 生涯
1356年のポワティエの戦いでは兄ジャン2世、甥シャルル王太子（後のシャルル5世）とともに一軍を率いて、エドワード黒太子の指揮するイングランド軍と戦ったが、敗走している。
1345年、共に父のいとこであるシャルル4世とジャンヌ・デヴルーの間の娘で、フィリップの8歳年上の又従姉であるカペー家嫡流の王女ブランシュと結婚したが、2人の間に子供は生まれなかった。オルレアン公位は継承者がなく、所領は王領へ編入された。